# Palm Jebel Ali

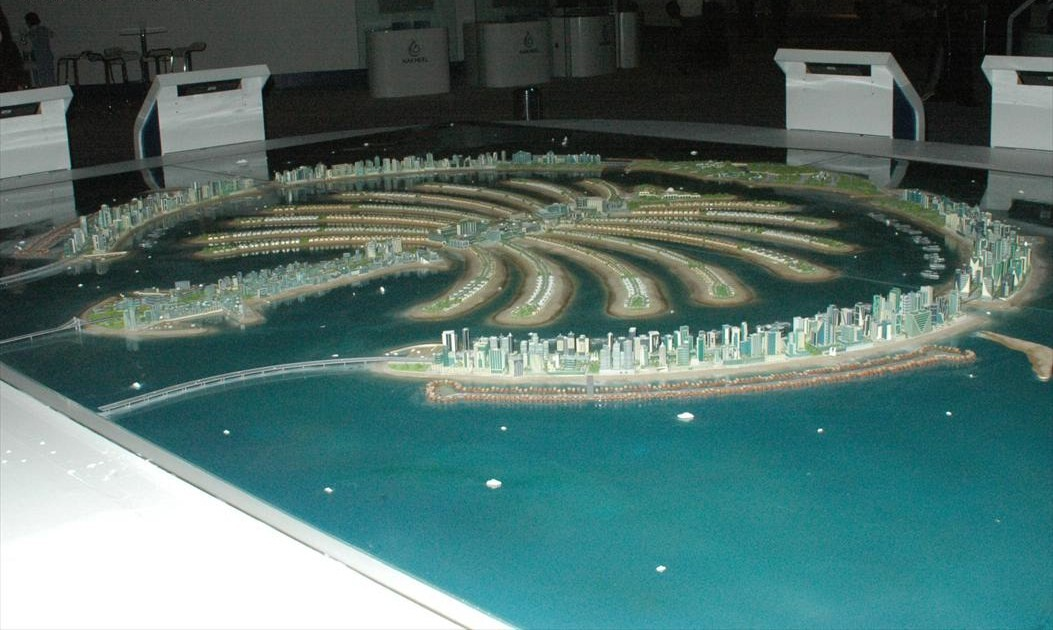
Modell av Palm Jebel Ali från 2008

Palm Jebel Ali (arabiska: نخلة جبل علي, Nakhlat Jabal Ali) är en konstgjord ö i emiratet Dubai i Förenade arabemiraten. Den ligger i Jebel Ali, sydväst om staden Dubais centrum. Palm Jebel Ali ingår tillsammans med Palm Jumeirah och Palm Deira i en "trilogi" av byggprojekt som påbörjades i Dubai 2001. Palm Jebel Ali i sydvästra Dubai, byggdes mellan 2002 och 2006, går 7,5 kilometer ut i havet och är världens största konstgjorda ö. När Palm Deira, i centrala Dubai, är färdigbyggd kommer den att vara ännu större, cirka 12,5 kilometer.
Palm Jebel Ali är formad som ett palmträd där stammen har landförbindelse via broar och där en månskära omgärdar bladverket vilket utgör grundformen i samtliga tre palmöar. 
Till skillnad mot den första palmön, Palm Jumeirah, ska här även finnas en stor andel kontorsbyggnader. Det kommer också finnas bostadsområden och stora hotellkomplex som på Palm Jumeirah. Till följd av den globala finansiella krisen senarelades planerna på öns färdigställande och någon byggnation av bostadsområden eller kontorslokaler har ännu inte påbörjats. Det är idag oklart när byggandet återupptas.